# Sukcinat-semialdehid dehidrogenaza (NADP+)
Sukcinat-semialdehid dehidrogenaza (+) (EC 1.2.1.79, sukcinska semialdehidna dehidrogenaza (+), sukcinil semialdehidna dehidrogenaza (+), sukcinat semialdehid:+ oksidoreduktaza, NADP-zavisni sukcinat-semialdehid dehidrogenaza, GabD) je enzim sa sistematskim imenom sukcinat-semialdehid:+ oksidoreduktaza. Ovaj enzim katalizuje sledeću hemijsku reakciju
sukcinat semialdehid + NADP+ +2O {\displaystyle \rightleftharpoons } sukcinat + NADPH + 2 H+
Ovaj enzim učestvuje u degradaciji glutamata i 4-aminobutirata. On je sličan sa EC 1.2.1.24 (sukcinat-semialdehidnom dehidrogenazom (+)), i EC 1.2.1.16 (sukcinat-semialdehidnom dehidrogenazom (+)), ali je specifičan za NADP+. Enzim iz Escherichia coli je 20-puta aktivniji sa NADP+ nego NAD+.

## Literatura
- Nicholas C. Price; Lewis Stevens (1999). Fundamentals of Enzymology: The Cell and Molecular Biology of Catalytic Proteins (Third изд.). USA: Oxford University Press. ISBN 019850229X.
- Eric J. Toone (2006). Advances in Enzymology and Related Areas of Molecular Biology, Protein Evolution (Volume 75 изд.). Wiley-Interscience. ISBN 0471205036.
- Branden C; Tooze J. Introduction to Protein Structure. New York, NY: Garland Publishing. ISBN 0-8153-2305-0.
- Irwin H. Segel. Enzyme Kinetics: Behavior and Analysis of Rapid Equilibrium and Steady-State Enzyme Systems (Book 44 изд.). Wiley Classics Library. ISBN 0471303097.

## Spoljašnje veze
- Succinate-semialdehyde+dehydrogenase+(NADP+) на 